# Club Deportivo Quevedo
Club Deportivo Quevedo is een professionele voetbalclub uit Quevedo, Ecuador. De club werd opgericht in 1950 en promoveerde in 2012 als vice-kampioen naar de hoogste afdeling van het Ecuadoraanse profvoetbal, de Serie A. Club Deportivo Quevedo won driemaal de titel in de op een na hoogste divisie, de Serie B.

## Erelijst
- Serie B (3)

1982 [A], 1996, 2004

## Stadion
Club Deportivo Quevedo speelt zijn thuiswedstrijden in het Estadio 7 de Octubre in Quevedo. Dit stadion biedt plaats aan 17.000 toeschouwers en werd geopend op 15 juni 1952.